# Trio für Pianoforte, Violine und Violoncell
Trio für Pianoforte, Violine und Violoncell'',  kortweg het Pianotrio in F majeur, is een compositie van Niels Gade. Het was zijn tweede pianotrio na zijn Pianotrio in Bes majeur uit 1839. Dat werk werd niet gepubliceerd, het trio in F wel. Voor de bekendheid van het werk maakte het geen verschil. De reden hiervan kan gezocht worden in het feit dat het Pianotrio in F geschreven is voor (goed geoefende) amateurmusici dan wel beroepsmusici. 
Het trio heeft drie delen:
1. Allegro animato
2. Allegro molto vivace
3. Andantino
4. Finale: Allegro con fuoco

Laura Mathilde Margrethe Gade Staeger, aan wie het werk was opgedragen, was Niels Gades tweede vrouw.